# 옌빙옌
옌빙옌(중국어 간체자: 颜丙燕, 정체자: 顏丙燕, 병음: Yán Bǐngyàn, 한자음: 안병연, 1972년 12월 16일 ~ )은 중국의 배우이다. 베이징시에서 태어났다.

## 방송
- 화반부처
- 만추
- 차창
- 미녀불괴

## 영화
- 완미유다미 (2017년)
- 성선생적화아 (2016년)
- 화반부처 (2015년)
- 만전천심 (2012년)
- 만추 (2012년)
- 노인 요양원 (2012년)
- 수호동년 (2009년)
- 사랑의 기억 (2009년)
- 성룡의 쿵푸마스터 (2009년)